# Callicereon
Callicereon is een geslacht van vlinders van de familie uilen (Noctuidae), uit de onderfamilie Amphipyrinae.

## Soorten
- C. heterochroa (Mabille, 1879)
- C. mabillei Viette, 1965